# カルヴィコ
カルヴィコ（伊: Carvico ( 音声ファイル)）は、イタリア共和国ロンバルディア州ベルガモ県にある、人口約4,600人の基礎自治体（コムーネ）。

## 地理

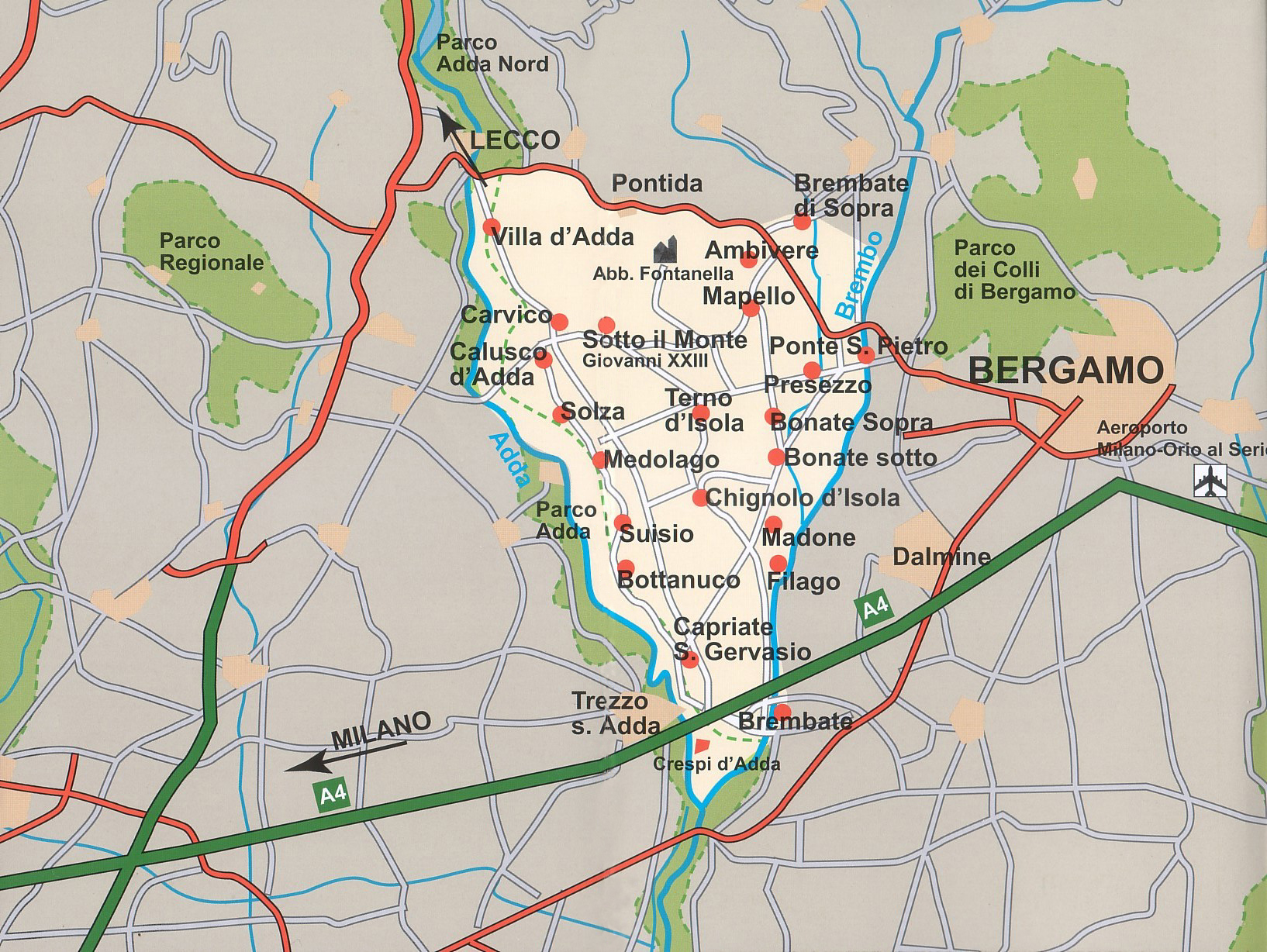
イーゾラ・ベルガマスカ地方

### 位置・広がり
ベルガモ県西部、イーゾラ・ベルガマスカ地方のコムーネ。県都ベルガモから西へ15km、州都ミラノから北東へ35kmの距離にある。

#### 隣接コムーネ
隣接するコムーネは以下の通り。
| - カルスコ・ダッダ - ポンティーダ - ソット・イル・モンテ・ジョヴァンニ・ヴェンティトレージモ - テルノ・ディーゾラ - ヴィッラ・ダッダ |

### 地震分類
イタリアの地震リスク階級 (it) では、3 に分類される
。

## 姉妹都市
- Carvin、フランス